# Mandalare
Mandalare is een bestuurslaag in het regentschap Ciamis van de provincie West-Java, Indonesië. Mandalare telt 2422 inwoners (volkstelling 2010).